# High Standard .22 Pistol
High Standard .22 Pistol é uma designação genérica para as pitolas de calibre .22 fabricadas pela High Standard Firearms, geralmente utilizadas para tiro ao alvo.

## Visão geral
As High Standard .22 Pistols foram fabricadas em uma variedade de modelos compartimentados para os cartuchos .22 Short ou .22 Long Rifle para uso em competições de tiro. Uma característica que fomentou as vendas era a semelhança no ângulo da empunhadura e local do botão de segurança manual com a série M1911A1, uma pistola comum em competições de pistola de serviço. Fabricadas de 1926 a 2018, as pistolas High Standards são geralmente considerados como uma pistola de tiro ao alvo em calibre .22 clássica e eram comuns nos eventos "NRA Bullseye Pistol" em nível nacional. Os modelos populares incluem o "High Standard Victor", o "Supermatic", o "Supermatic Trophy" e o "Olympic"; hoje, os altos padrões são populares entre os colecionadores de armas.

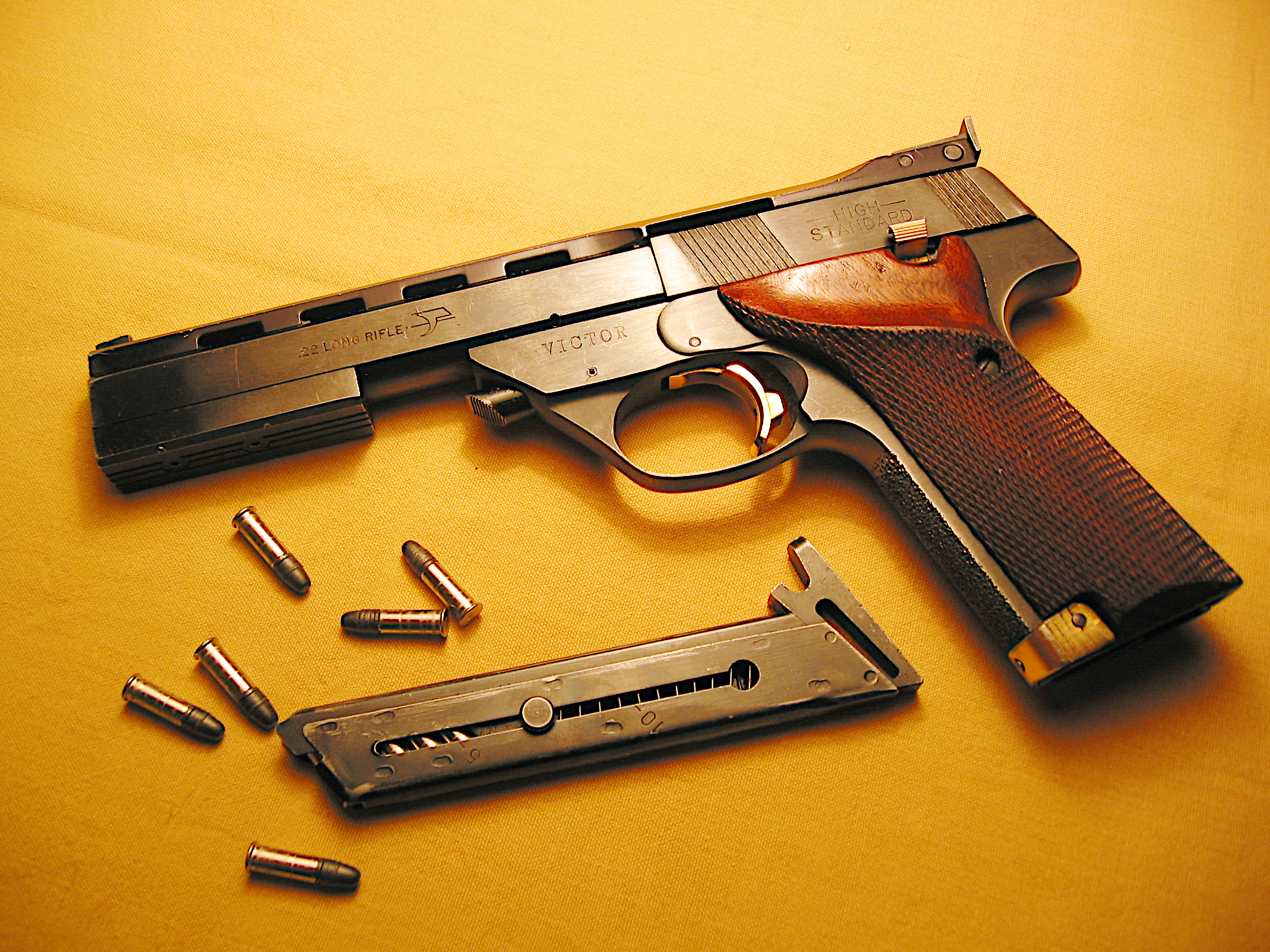
Uma High Standard Pistol "Victor".

Uma variante da pistola de alvo High Standard da época da Segunda Guerra Mundial foi usada como base para o modelo militar com silenciador integrado High Standard HDM usado pelo "Office of Strategic Services" e, posteriormente, pelo Exército dos EUA e pela "Central Intelligence Agency".